# Expo 2025
L'Expo 2025 (2025年日本国際博覧会?, 2025-nen Nippon kokusai hakurankai) è l'esposizione universale organizzata dal Bureau international des Expositions (BIE), che si tiene a Osaka, in Giappone, sull'isola artificiale di Yumeshima. Durerà sei mesi, dal 13 aprile al 13 ottobre 2025; è la terza volta che Osaka ospita un Expo, siccome era già accaduto nel 1970 e nel 1990. Il tema scelto è "Delineare la società del futuro per le nostre vite". L'assegnazione è avvenuta il 23 novembre 2018.

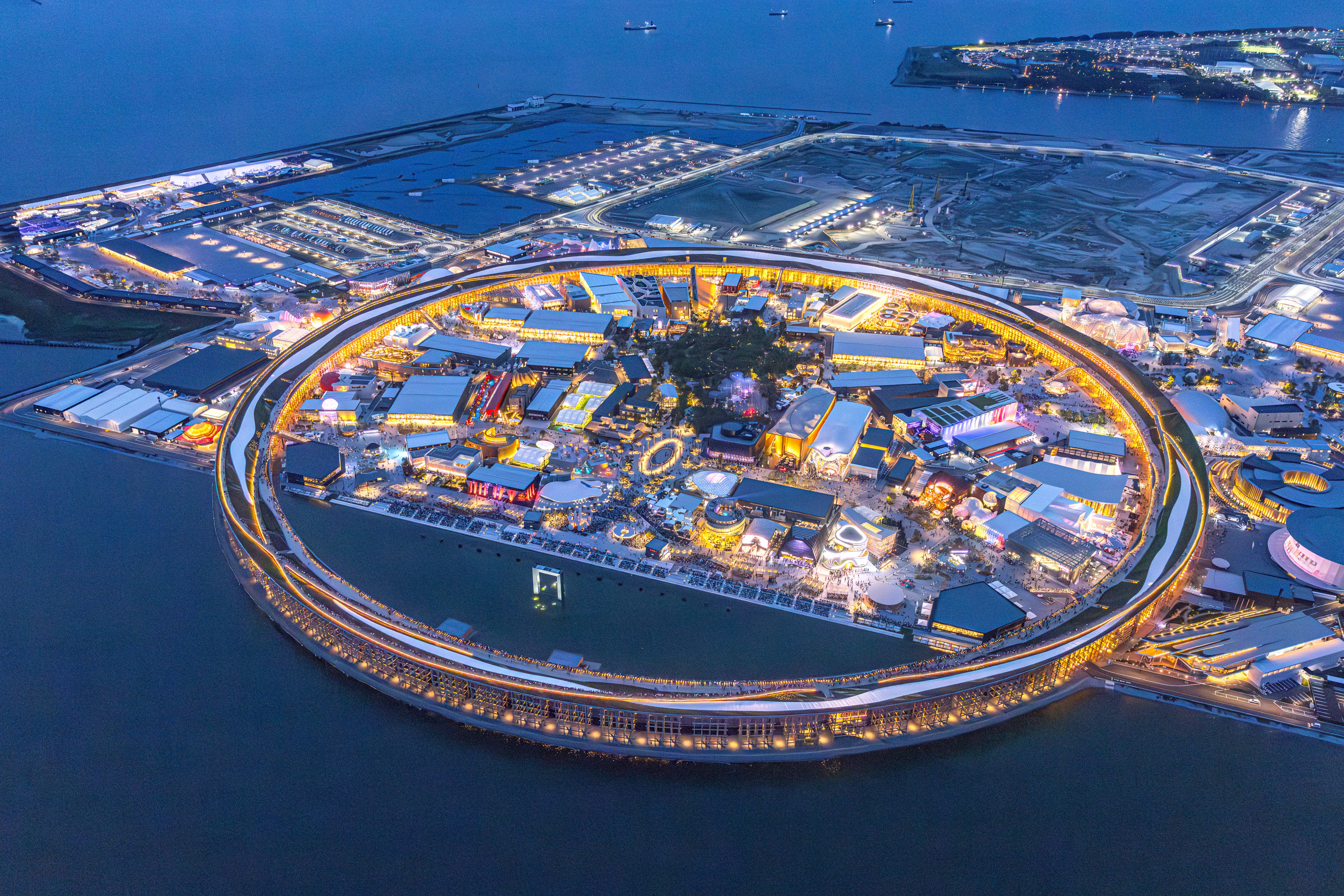

## Assegnazione

### Candidati
Il 22 novembre 2016, la Francia ha presentato al BIE la sua candidatura per ospitare l'Expo 2025. Questa prima presentazione ha avviato il processo di candidatura per questa Expo aprendo l'elenco dei candidati. Tutti gli altri Paesi che intendevano organizzare l'Expo Mondiale 2025 avevano tempo fino al 22 maggio 2017 per presentare le proprie offerte, dopodiché è iniziata la fase di esame del progetto.
- Baku, Azerbaigian – La capitale dell'Azerbaigian ha presentato la propria candidatura prima della scadenza sul tema "Sviluppare il capitale umano, costruire un futuro migliore".[4]
- Osaka, Giappone – Osaka ha presentato la sua candidatura ufficiale all'Expo il 24 aprile 2017 con il tema "Progettare una società futura per le nostre vite".[5]
- Ekaterinburg, Russia – La città russa ha presentato la sua candidatura il 22 maggio 2017 con il tema "Cambiare il mondo: innovazioni e una vita migliore per le generazioni future".[6]

### Candidati ritirati
- Parigi, Francia – La Francia, che era stata la prima a dichiarare la propria candidatura sul tema "Condividere la nostra conoscenza, prendersi cura del nostro pianeta", ha ritirato la sua candidatura il 21 gennaio 2018 a causa di preoccupazioni finanziarie e proteste contro Emmanuel Macron. Un altro motivo per il ritiro della candidatura furono le folle vespertine a Parigi che protestarono contro l'Expo.[7]

### Voto
Si è svolto uno scrutinio segreto per selezionare il vincitore alla 164ª Assemblea Generale del BIE il 23 novembre 2018. Il primo scrutinio ha assegnato 85 voti a Osaka, 48 voti a Ekaterinburg e 23 voti a Baku, il che significa che Baku è stata eliminata. Il secondo turno ha dato 92 voti a favore di Osaka e 61 a favore di Ekaterinburg.
| Città         | Nazione     | Round 1 | Round 2 |
| Osaka         | Giappone    | 85      | 92      |
| Yekaterinburg | Russia      | 48      | 61      |
| Baku          | Azerbaigian | 23      | -       |

## Posto
Il sito principale dell'Expo 2025 è un'area di 155 ettari (383 acri) situata nell'isola di Yumeshima, Konohana-ku, Osaka. Il Grand Ring è stato progettato dall'architetto giapponese Sou Fujimoto, è stato costruito e racchiuso da tre grandi distretti tematici dedicati ai temi dell'Expo 2025: connettere, potenziare e salvare vite umane.

### Pavilion World
Un'area vivace dove si concentrano strutture come i padiglioni, il fiore all'occhiello dell'Expo. Nel Pavilion World, verrà allestita una strada principale ad anello attorno al sito e sopra di essa verrà installato un grande tetto (anello). Il grande tetto fornirà ombra e protezione dalla pioggia e fungerà anche da corridoio di osservazione grazie all'installazione di un corridoio aereo sul tetto.

### Water World
Un'area relax che sfrutta il paesaggio acquatico sul lato sud del complesso, è un luogo che simboleggia la prima Esposizione marittima al mondo. Oltre ad avere punti ristoro con vista sul lungomare, sarà anche utilizzato come palcoscenico per eventi acquatici come l'"Air and Water Spectacular Show".

### Green World
Un'area verde affacciata sul mare, sul lato ovest della sede, è uno spazio aperto e verde. Avrà un'area eventi all'aperto, un'area dedicata alle best practice e un'esperienza di mobilità dove i visitatori potranno sperimentare soluzioni di mobilità avanzata (come le auto volanti).

## Cerimonia di apertura e operazioni

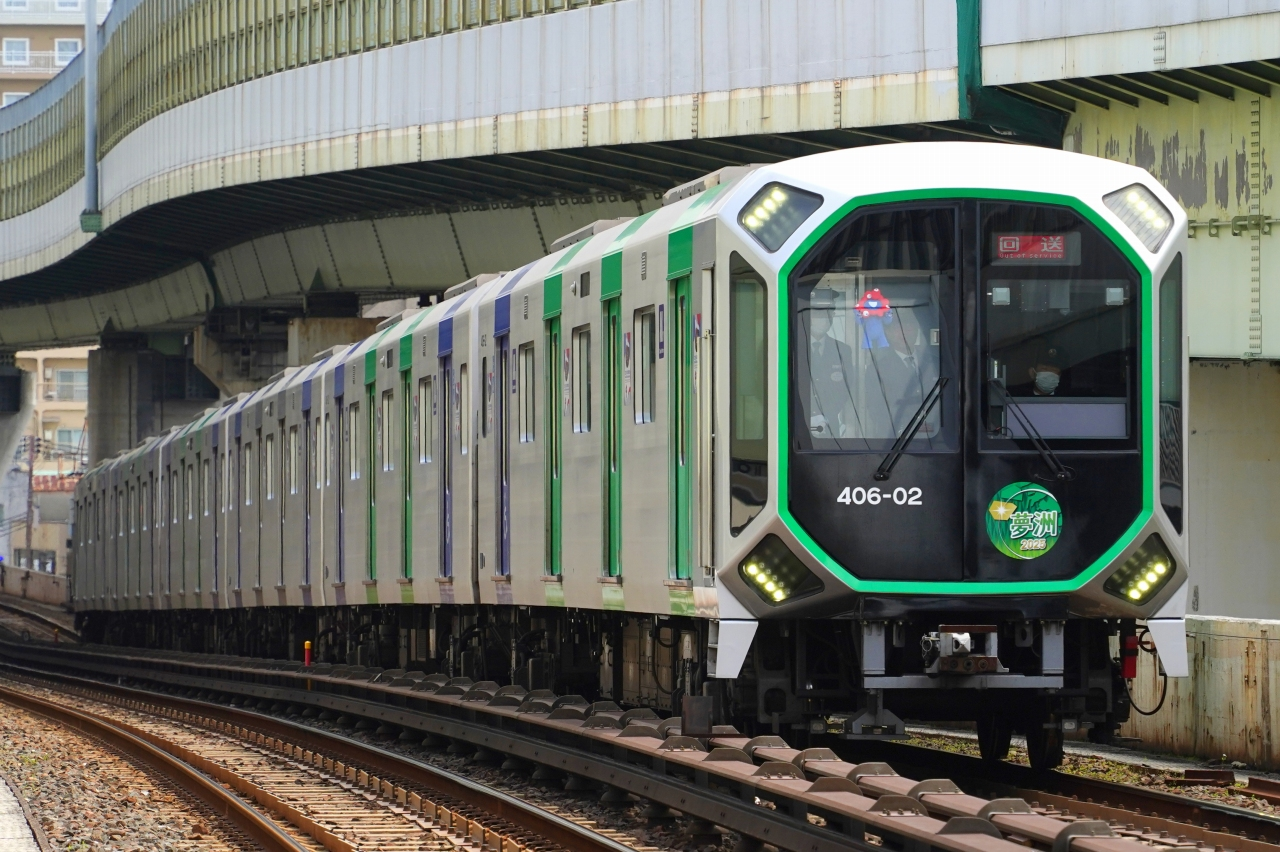
Serie 400 della metropolitana di Osaka. In certi orari, sale a bordo anche il personaggio "Myaku-Myaku".

Prima dell'Expo 2025, furono venduti circa 9,69 milioni di biglietti in prevendita. Una prova generale per l'Expo 2025 si tenne dal 4 al 6 aprile, una settimana prima dell'apertura. Circa 98.000 persone parteciparono, tra cui rappresentanti delle aziende espositrici (presenti il 4 aprile) e residenti e cittadini di Osaka selezionati tramite candidature anticipate e lotteria (presenti il 5 e il 6 aprile). Un'anteprima per la stampa si tenne il 9 aprile. La cerimonia di inaugurazione dell'Expo 2025 si tenne il 12 aprile 2025 at the EXPO Hall "Shine Hut" and the EXPO National Day Hall "Ray Garden". presso l'EXPO Hall "Shine Hut" e l'EXPO National Day Hall "Ray Garden". Alla cerimonia parteciparono il Primo Ministro Shigeru Ishiba, l'Imperatore Naruhito, l'Imperatrice Masako, il Principe Ereditario Akishino e 1.300 rappresentanti delle nazioni partecipanti.